# Beverly Hills (actriz porno)
Beverly Hills (San Luis Obispo, California; 11 de julio de 1986) es una actriz pornográfica estadounidense.
Se incorporó a la industria pornográfica en 2007 y desde entonces ha filmado varios títulos que incluyen escenas de felación, creampie, anales, squirt y lésbicas. Ha trabajado para los estudios, Wicked Pictures, Red Light District, Evil Angel y Naughty America, además de sitios web como, Bangbros, Reality Kings, Brazzers.